# Ceresium quadrimaculatum
Ceresium quadrimaculatum là một loài bọ cánh cứng trong họ Cerambycidae.